# Tipula (Lunatipula) monticola
Tipula (Lunatipula) monticola is een tweevleugelige uit de familie langpootmuggen (Tipulidae). De soort komt voor in het Nearctisch gebied.